# Belial
Belial (hebr. בְּלִיַּ֫עַל), jedan od četiri vladara pakla, prema grimoriju Knjiga svete magije Abra-Melina maga. Smatra ga se demonom laži, koji je nekada pripadao anđelima. Tradicija pripovjeda da je stvoren odmah iza Lucifera, nakon što se ovaj pobunio protiv Boga i bio prognan s Nebesa. Neke židovske sekte smatraju ga vođom pakla.
U Bibliji se često spominje kao sinonim za Sotonu ili personifikaciju zla. U takvom smislu spominje se u Novom zavjetu (2 Kor 6; 15), gdje se prikazuje kao antipod Kristu.
U Malom ključu kralja Salomona spominje se kao šezdeset i osmi demon (Ars Goetia) koji vlada nad osamdeset ili nad trideset legija. Pojavljuje se u obliku anđela upravljajući kočijom u koju je upregnut zmaj koji riga vatru. Prizivaču pomaže rasdpoznati prijatelje od neprijatelja.
U djelu Pseudomonarchia Daemonum Johanna Weyera iz 1583. godine, Belial zahtjeva prinošenje žrtava i darovanje ako prizivač želi da mu odgovara istinito.